# Kulia

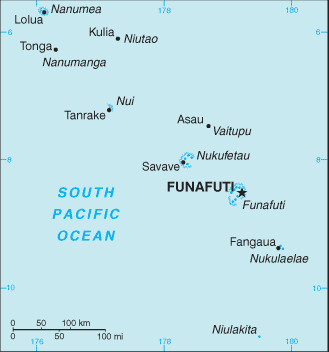
Mapa de Tuvalu.

Kulia es una pequeña aldea de Tuvalu situada en el islote de Niutao. Se encuentra situada al norte de la isla de Funafuti en la que está situada la capital del país.